# Route nationale 1 (Madagaskar)
Route nationale  1 (N1) – to częściowo utwardzona droga krajowa o długości 149 km, biegnąca na terenie Madagaskaru.  Zaczyna się w Antananarywie, w centrum kraju, natomiast kończy się w Belobaka.
Najważniejsze miasta położone wzdłuż drogi to: Antananarywa, Analavory, Tsiroanomandidy i Belobaka.